# البطولة الوطنية المجرية 2002–03
البطولة الوطنية المجرية 2002–03 (بالمجرية: 2002–2003-as magyar labdarúgó-bajnokság)‏ هو الموسم 103 من البطولة الوطنية المجرية. أقيم خلال الفترة 26 يوليو 2002 وحتى 31 مايو 2003، وأشرف على تنظيمه اتحاد المجر لكرة القدم، وكان عدد الأندية المشاركة فيه 12، وفاز فيه نادي بودابست.